# Chaladytka Roma
De Chaladytka Roma (Russisch: Халадытка Рома; letterlijk vertaald zigeunersoldaten), ook wel bekend als de Roeska Roma (Руска́ Рома́) of Roesskije Tsygane (Русские цыгане), vormen de grootste subgroep van de Roma in Rusland. Er wonen wonen ook kleinere aantallen Chaladytka Roma in Wit-Rusland en in het oosten van Oekraïne.

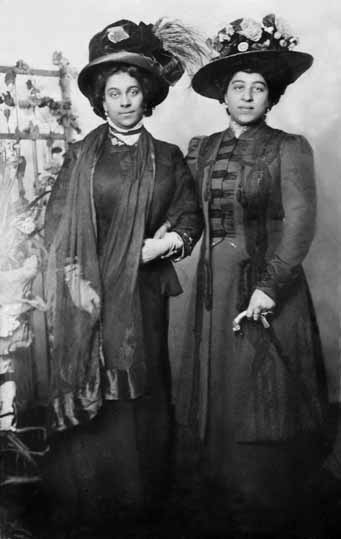
Russische Roma, c. 1900

De Russische volkstelling van 2010 registreerde 204.958 Roma, oftewel 0,15% van de Russische bevolking. De Raad van Europa schatte het aantal Roma echter op ongeveer 825.000 personen (0,57% van de bevolking), variërend van minimaal 450.000 tot maximaal 1.200.000 personen. De statistische onnauwkeurigheid is te wijten aan het feit dat veel Roma niet zijn ingeschreven in de burgerlijke stand, waardoor zij logischerwijs ook niet over documenten en statistische gegevens beschikken, maar hangt ook samen met de toenemende angst voor antiziganisme sinds de val van de Sovjet-Unie.

## Geschiedenis

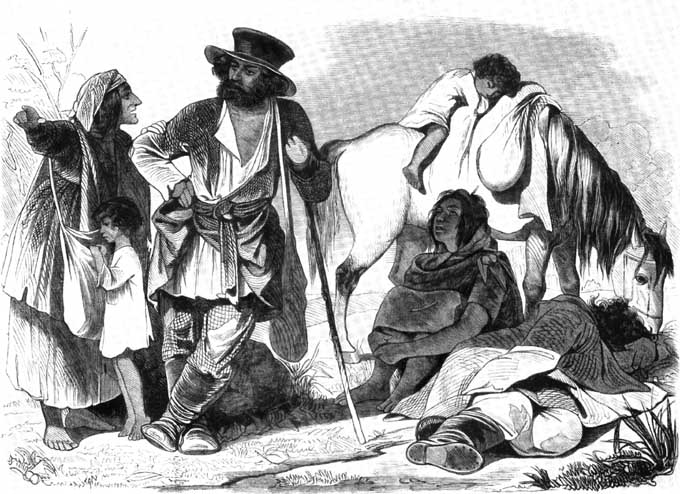
Russische Roma (c. 1850)

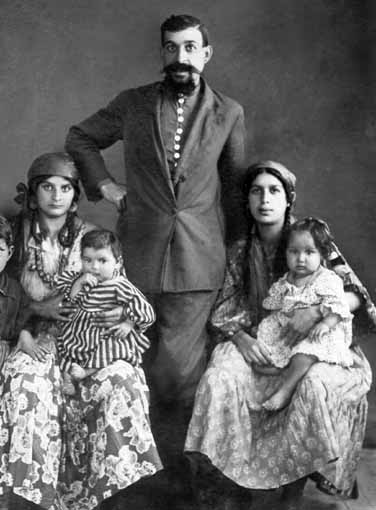
Kalderi Roma uit Moskou (c. 1930)

De Chaladytka Roma zijn nakomelingen van Duitse en Poolse Roma die zich in de 18e eeuw op het Oost-Europees grondgebied vestigden. De Roma leidden traditioneel een semi-sedentaire levensstijl; de mannen waren vooral paardenhandelaren en de vrouwen waarzegsters of bedelaars. In de tweede helft van de 19e eeuw begonnen de Roma zich in grote steden als Moskou en Sint-Petersburg te vestigden, waar hun zigeunermuziek populair werd onder de Russische bevolking.
In 1956 werd er een speciaal decreet van de Sovjetregering aangenomen, waarbij het de Chaladytka Roma verboden werd om een nomadisch leven te leiden. De Chaladytka Roma moesten zich permanent in steden vestigen. In veel steden werd hun muziek de belangrijkste bron van levensonderhoud.
In de jaren zeventig ontwikkelden de Roma een groeiende tendens naar een soort suburbanisatie: ze verhuisden naar kleine wijken met laagbouw in de buitenwijken van grote Russische steden en combineerden op die manier het stads- en plattelandsleven met elkaar.
Na het uiteenvallen van de Sovjet-Unie vestigden grote aantallen Ljoeli-zigeuners uit Centraal-Azië zich in Rusland. Alhoewel de meeste Ljoeli rond treinstations en markten in grote steden wonen, zijn zij de een van de weinige groepen Roma die de nomadische manier van leven hebben bewaard. De Russen identificeerden de Ljoeli ten onrechte als Tadzjiekse en Oezbeekse vluchtelingen vanwege hun traditionele Centraal-Aziatische kledij. Ze zijn vaak een doelwit van Russische extreemrechtse skinheads.

## Bevolking

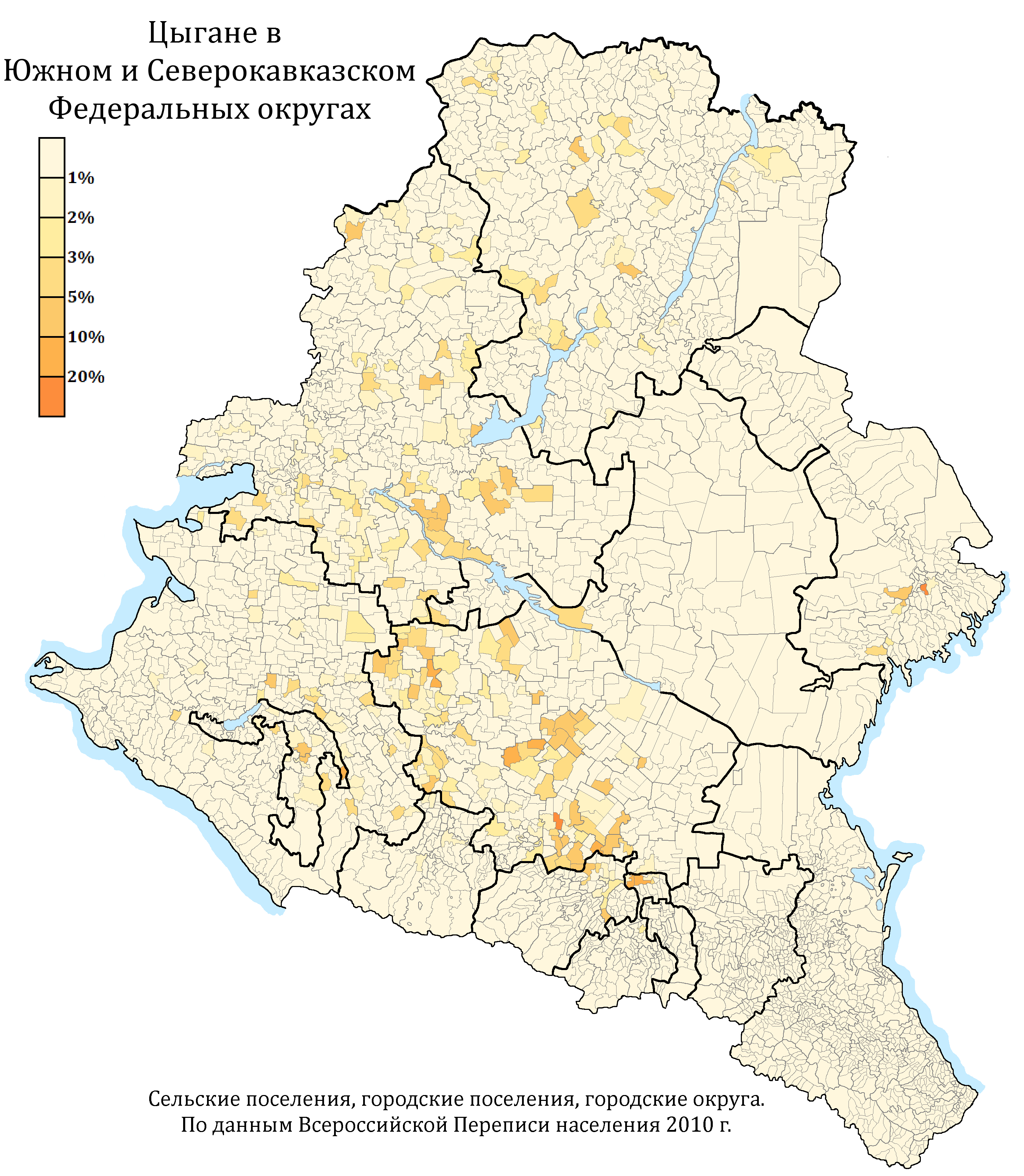
Verspreiding van de Roma in het Zuidelijk Federaal District en het Federaal district Noordelijke Kaukasus

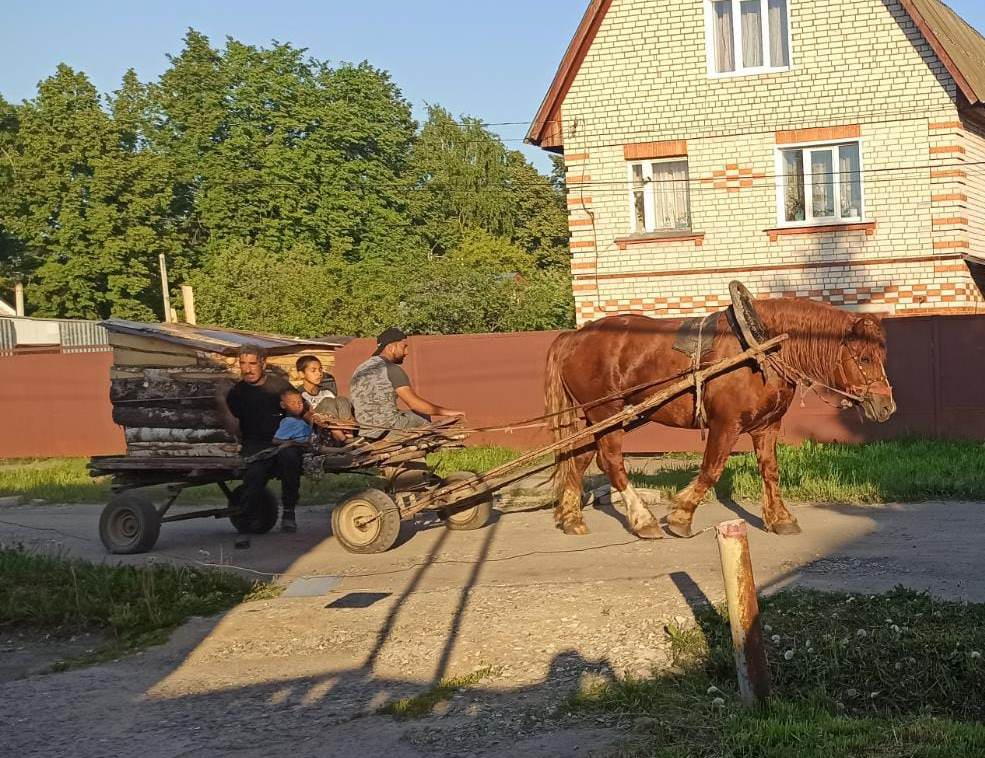
Roma met paard en wagen in de stad Kinesjma

De Russische volkstelling van 2010 registreerde 204.958 Roma, oftewel 0,15% van de Russische bevolking. Dit is een stijging van 21.706 personen (+11,84%) ten opzichte van 183.252 tijdens de Russische volkstelling van 2002.	
| Jaar | Aantal  | %     |
| ---- | ------- | ----- |
| 1926 | 39.089  | 0,04% |
| 1939 | 59.198  | 0,05% |
| 1959 | 72.488  | 0,06% |
| 1970 | 97.955  | 0,08% |
| 1979 | 120.672 | 0,09% |
| 1989 | 152.939 | 0,10% |
| 2002 | 183,252 | 0,13% |
| 2010 | 204.958 | 0,15% |

### Verspreiding
Nagenoeg alle Roma wonen in het Europese deel van Rusland en in het Oeralgebied. Vooral in Oblast Rostov, Krasnodar en Stavropol wonen relatief veel Roma. In Siberië en het Verre Oosten woont ook een lokale groep Siberische zigeuners, als gevolg van ballingschap tijdens de Sovjetperiode.

### Subgroepen
De Chaladytka Roma zijn tegenwoordig onderverdeeld in territoriale subgroepen, waarvan de naam afkomstig is van de naam van het gebied, zoals de Pskovska Roma, Smolenska Roma, Sibirjasky Roma en de Zabajkaljetsy Roma. In Wit-Rusland zijn ze onderverdeeld in de Vitebsky Roma, Sinjaky Roma en de Lepentsy Roma.
Andere belangrijke subgroepen van de Roma in Rusland zijn de Kalderari, Lovari, Servitka en Ursare. 

### Religie
De meeste Russische Roma zijn orthodoxe christenen, terwijl degenen die in overwegend islamitische gebieden wonen (zoals in de Kaukasus) over het algemeen moslim zijn.

## Bekende Russen van Romani komaf
- Nadezjda Alliloejeva (1901-1932), tweede vrouw van Jozef Stalin
- Yul Brynner (1920-1985), Russisch-Amerikaans acteur
- Filipp Kirkorov (1967), zanger, componist en acteur

Albanië · Bosnië en Herzegovina · Bulgarije · Griekenland · Hongarije · Kosovo · Kroatië · Montenegro · Noord-Macedonië · Oekraïne · Polen · Roemenië · Servië · Slovenië · Slowakije · Rusland · Tsjechië · Turkije · Wit-Rusland